# Paul Azy
Paul Azy est le nom de plume de Paul Langeron. 
Français, né le 30 juillet 1924 et mort le 30 août 2005, prêtre catholique, il est notoire pour être une « figure historique de Bourges » et pour être l'auteur de plusieurs ouvrages dans la collection Signe de Piste.

## Biographie
Paul Langeron naît le 30 juillet 1924 à Azy (département du Cher),.
Ordonné prêtre en 1948, il est nommé professeur au petit séminaire de Neuvy-sur-Barangeon. En 1955, il est professeur de musique à l'externat Saint-Étienne puis en prend la direction le 1er octobre 1960. Dans le même temps, il est maître de chapelle de la Maîtrise de la cathédrale Saint-Étienne de Bourges, poste qu’il occupe jusqu’en 1996.
Le 9 octobre 1995, il est nommé prélat d’honneur de Sa Sainteté.
Après un accident vasculaire cérébral en octobre 1995, il se retire à la maison Saint-Bernard d'Issoudun (Indre) et meurt le 30 août 2005,. En 2015, pour le dixième anniversaire de sa mort, une messe est célébrée en la cathédrale de Bourges pour celui que le quotidien régional qualifie de « figure historique de Bourges ».

## Publications
Né à Azy (département du Cher), Paul Langeron prend le nom de sa commune natale comme nom de plume.
De ses rencontres, il tire l’inspiration de ses romans où ses personnages sont les enfants qu'il a croisés et dont il voulait raconter l'histoire pour témoigner de la difficulté pour certains garçons de devenir des hommes, comme dans son dernier roman évoquant un adolescent métis au tempérament difficile.
- Bendogueï, perle noire, édition Alsatia, collections Signe de Piste, SDP 114, 1958
- J.J.R. à l'affiche, édition Alsatia, collections Signe de Piste, SDP 127, 1959
- Les gants de cuir, édition Alsatia, collections Signe de Piste, SSDP 26, 1972
- Stéphan, le fils de l'entraîneur, édition Alsatia, collections Signe de Piste, NSDP 63, 1978
- Les Héritiers du Libertador, collections Signe de Piste, NSDP 146, 1989[a]
- Prénom Léonard, 1997, à compte d'auteur[b]

## Pour approfondir